# IAI Rotem L
L'IAI Rotem L ou IAI Rotem-Light est une munition rôdeuse développée par Israel Aerospace Industries. Le drone est un quadricoptère qui peut roder pendant 30 à 45 minutes avec une portée maximale de 10 km. Il peut transporter une ogive de 1 kg, deux grenades à fragmentation peuvent être installées à la place.
Le Rotem L peut être manœuvré par un seul soldat via une tablette selon le constructeur l'utilisation de ce drone est extrêmement simple. Son poids très léger lui permet d'être transporté dans un sac à dos ou une mallette. Le Rotem a été conçu pour être utilisé dans un contexte de guerre urbaine. Le ROTEM dispose d'un système d'évitement d'obstacles embarqué de type sonar qui lui permet de voler dans des espaces étroits et de naviguer à l'intérieur des bâtiments.. Les drones à voilure fixe ont des problèmes dans les villes. Ils ne peuvent pas voler facilement dans les rues étroites et les ruelles, et certainement pas à l'intérieur des bâtiments. Les arbres et les lignes électriques aériennes sont de véritables dangers, de sorte que ces drones peuvent devoir rester à des centaines de pieds au-dessus de l'action. Mais une munition quadrirotor est un type de véhicule aérien très différent. Un quadrirotor comme le ROTEM, en revanche, peut fonctionner à basse altitude et suivre le même chemin qu'une patrouille à pied pourrait emprunter. 
Contrairement à de nombreux autres drones suicides, le Rotem a la caractéristique importante qu'il peut être réutilisé une fois la mission abandonnée et atterrir en toute sécurité dans un endroit sûr. Cette capacité de récupération permet de l'utiliser également comme un drone de reconnaissance.

## Caractéristiques
- Equipage : 0
- Masse à vide : 4,5 kg

Performance
- Portée : 10 km
- Endurance: 30-45 minutes

Armement
- 1 kg ogive